# ゲッティング・レディ…
『ゲッティング・レディ…』（Getting Ready...）は、フレディ・キングが1971年に発表したアルバム。

## 解説
レオン・ラッセルのシェルター・レコードからリリースした3枚のアルバムの1枚目で、1971年にリリースされた。レオンとドン・ニックスがプロデュースし、両者は楽曲も提供している。特にニックス作の「Going Down」、「Same Old Blues」（いずれもオリジナルはロック・バンドのモロックの1969年のアルバムに収録）はキングの代表曲として知られるようになった。前者は、シングル・カットもされている。
共作も含め両者の提供したオリジナル曲が10曲中4曲を占めるが、それ以外は「Tore Down」がフェデラル時代のリメイク、残る5曲はビッグ・ビル・ブルーンジー、エディ・ボイドなどのブルースのスタンダード・ナンバーを取り上げている。エルモア・ジェームスの「Dust My Broom」、ジミー・ロジャーズの「Walking By Myself」の2曲は珍しくアコースティック・ギターで演奏されている。
レコーディングは1970年10月にシカゴのターマー・チェス・スタジオにて、ミックスはメンフィスのアーデント・スタジオでそれぞれ行われた。
オリジナルLPにおいては、楽曲の作曲クレジットに関して「Worried Life Blues」に関しては裏ジャケットではBig Maco（Big Maceoの誤植と思われる）になっているのに対し、レコード・レーベルではWillie Dixonと記載されており、曲名も「Worry My Life No More」となっている。「Tore Down」の作曲クレジットは裏ジャケットではFreddie King、レコード・レーベルではSonny Thompsonとなっており、曲名もレコード・レーベル上は「I'm Tore Down」と異なる記述となっている。オリジナルのフェデラル盤シングル（1961年リリース）では曲名は「I'm Tore Down」、作曲クレジットはSonny Thompsonとなっており、キングを作曲者としてクレジットしたのは単純なミスと考えられる。

## 収録曲
Side 1
1. Same Old Blues セイム・オールド・ブルース (Don Nix) - 3:57
2. Dust My Broom ダスト・マイ・ブルーム (Elmore James) - 3:10
3. Worried Life Blues ワリド・ライフ・ブルース (Big Maco) - 2:50
4. Five Long Years ファイブ・ロング・イヤーズ (Eddie Boyd) - 4:20
5. Key To The Highway キー・トゥ・ザ・ハイウェイ (Bill Broonzy, Charles Segar) - 3:24

Side 2
1. Going Down ゴーイング・ダウン (Don Nix) - 3:21
2. Living On The Highway リヴィング・オン・ザ・ハイウェイ (Don Nix, Leon Russell) - 4:14
3. Walking By Myself ウォーキング・バイ・マイセルフ (Lane) - 2:50
4. Tore Down トー・ダウン (Freddie King) – 4:09
5. Palace Of The King パレス・オブ・ザ・キング (Don Nix, Donald “Duck” Dunn, Leon Russell) - 3:38

## 参加ミュージシャン[1][3]
- フレディ・キング Freddie King - ギター、ボーカル
- ドン・プレストン Don Preston - ギター、コーラス
- ドナルド・ダック・ダン Donald "Duck" Dunn - ベース
- クラウディア・リニア Claudia Lennear - コーラス
- ジョーイ・クーパー Joey Cooper - コーラス
- キャシ・マクドナルド Kathi McDonald - コーラス
- チャールズ・マイヤーズ Charles Myers - ドラムス
- チャック・ブラックウェル Chuck Blackwell - ドラムス
- ジョン・ギャリー Jon Gallie - オルガン
- レオン・ラッセル Leon Russell - ピアノ、ギター